# Auberge des Templiers
 (décembre 2012).
Si vous disposez d'ouvrages ou d'articles de référence ou si vous connaissez des sites web de qualité traitant du thème abordé ici, merci de compléter l'article en donnant les références utiles à sa vérifiabilité et en les liant à la section « Notes et références ».
L’Auberge des Templiers est un hôtel et un restaurant gastronomique français situé à Boismorand, dans le département du Loiret en région Centre-Val de Loire.
L'hôtel est un établissement de luxe classé cinq étoiles depuis le 20 mai 2011. Le restaurant de l'établissement est distingué par une étoile décernée par le guide gastronomique, hôtelier et touristique français Michelin. L'auberge est également membre de l’association des Relais & Châteaux et des Grandes tables du Monde.

## Géographie
L’Auberge des Templiers est située au lieu-dit Les Bézards, à 13 km au nord-est de Gien et 24 km au sud de Montargis, à 3 km de la sortie 19 de l’autoroute A77, à l'angle de la route nationale 7 et de la route départementale 56, sur le territoire de la commune de Boismorand.

## Histoire
Relais de poste jusqu’au milieu du XIXe siècle, le bâtiment originel, bâti en 1690 et reconstruit en 1799 après un violent incendie, est aménagé en hostellerie par la famille Dépée au lendemain de la Seconde Guerre mondiale en 1946. À cette époque Jacques Dépée est le maître des lieux.
En 1954, l’Auberge des Templiers figure parmi les huit maisons fondatrices de l’association hôtelière des « Relais de campagne », tous situés en bordure de la route nationale 7, association professionnelle qui, en 1975, devient les Relais & Châteaux, accompagnant l’expansion de celle-ci.
S'ajoutant au bâtiment initial caractéristique de la région naturelle de Sologne, avec sa façade à colombages et ses briques roses, six autres demeures sont construites (cottages, gentilhommières et chaumières) dans un parc aux chênes centenaires.
Dans les années 1970, Philippe Dépée prend la succession de son père épaulé maintenant par son fils Guillaume.

## Distinction
Le restaurant est étoilé au Guide Michelin dès les années 1950, Philippe Dépée est Maître Restaurateur Relais & Châteaux, Grands Chefs Relais & Châteaux et membre des Grandes Tables du Monde - Traditions & Qualité.

## Chefs
- Kévin Stroh (2023-2024)[2]
- Martin Simonart (2018-2023)[3]
- Yoshihiko Miura (2010-2018)[4]